# Meiji-Verfassung

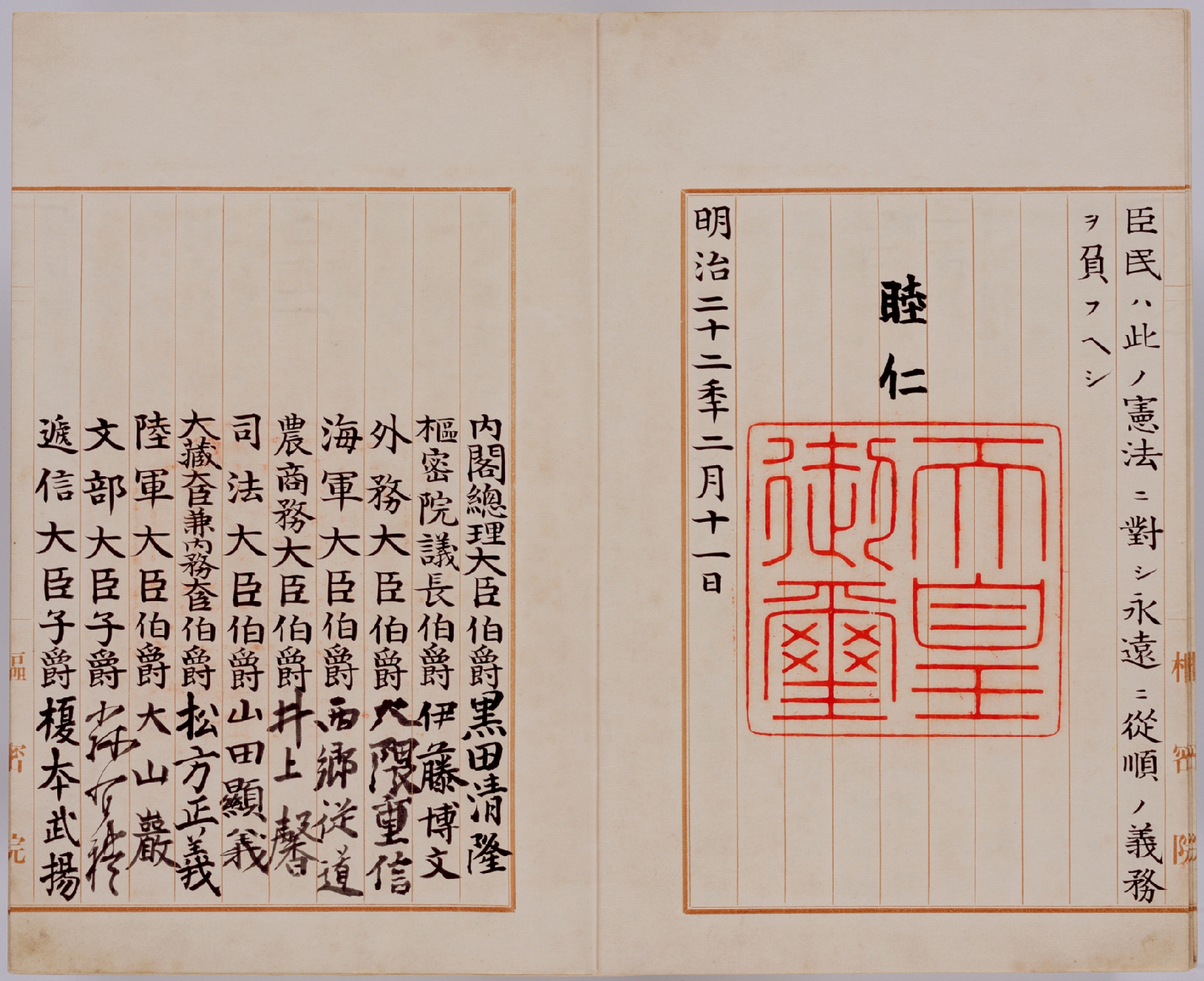
Kaiserliche Unterschrift und Siegel (御名御璽) am Ende der Bekanntmachung zur japanischen Verfassung

Die Meiji-Verfassung (jap. 明治憲法 Meiji-kempō), offiziell die Verfassung des Kaiserreichs Groß-Japan (大日本帝國憲法 Dai-Nippon teikoku kempō), war die erste Verfassung des Japanischen Kaiserreichs. Sie wurde am 11. Februar 1889 verkündet und trat am 29. November 1890 in Kraft. Effektiv wurde die Verfassung durch die Kapitulation Japans im Zweiten Weltkrieg am 2. September 1945 suspendiert und durch das Inkrafttreten der Nachkriegs-Verfassung am 3. Mai 1947 abgeschafft.
Die Meiji-Verfassung festigte den Rahmen von Reformen, die das japanische Staatswesen seit der Öffnung Mitte des 19. Jahrhunderts in allen Bereichen grundlegend geändert hatten.

## Vorgeschichte

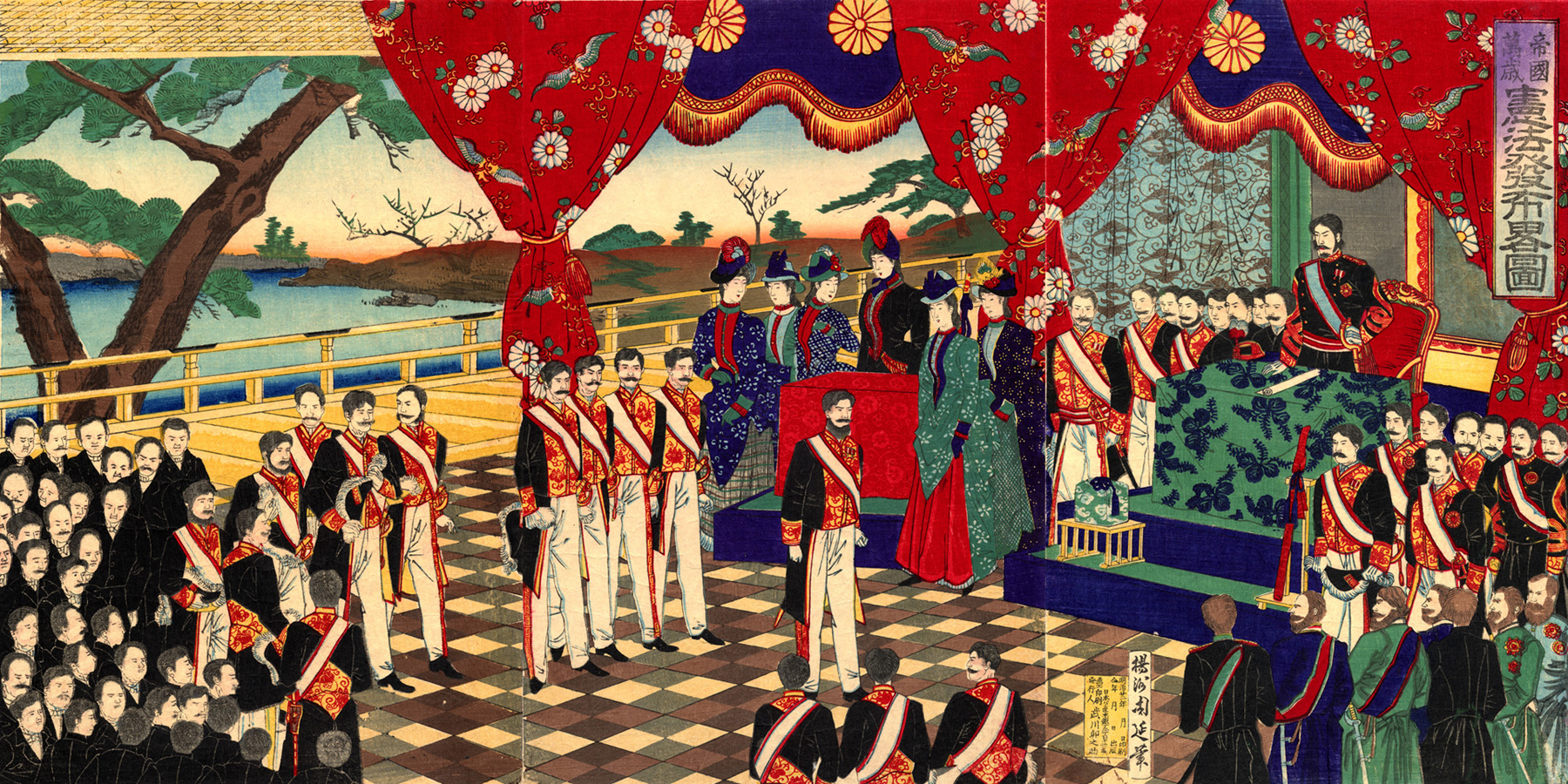
Verkündigung der Verfassung, Farbholzschnitt von Chikanobu, 1889

Beginnend mit der erzwungenen Öffnung Japans zur westlichen Welt gegen Ende der Edo-Zeit war das Shōgunat der Tokugawa zunehmend unter Druck geraten. Als 1867 Kaiser Kōmei starb und sein Sohn Mutsuhito (Thronname Meiji) ihn beerbte, kam es zur Meiji-Restauration, die die Rückkehr zum alt-japanischen Kaisertum zum Ziel hatte.
In der Folge wurden im Anschluss an die Iwakura-Mission – einer Studienreise hochrangiger Politiker nach Nordamerika und Europa – umfassende Reformen eingeleitet; 1881 gab Itō Hirobumi, einer der Teilnehmer der Reise, bekannt, dass die japanische Regierung innerhalb von zehn Jahren eine Verfassung ausarbeiten werde. Das Kaiserreich Japan der Meiji-Zeit sollte zur konstitutionellen Monarchie werden.

## Ausformung der Verfassung

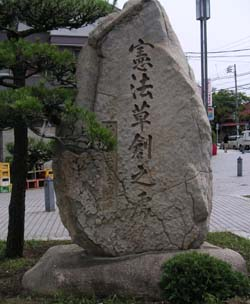
Denkmal für die Meiji-Verfassung in Yokohama

### Typus
Als Präsident des Kronrats hatte Itō Hirobumi wesentlichen Anteil an deren Ausarbeitung. Diese orientierte sich an zwei Vorbildern: der britischen und der preußischen Verfassung; der Berliner Jurist, Spezialist für deutsches Staats- und Verwaltungsrecht Albert Mosse war beratend tätig.
Zwischen den Anhängern der liberaleren, parlamentarisch orientierten britischen Ordnung und den Anhängern der autoritären Preußens wurde ein erbitterter Machtkampf ausgetragen. Es setzten sich schließlich die Anhänger einer an das preußische Vorbild angelehnten Verfassung durch, die dem japanischen Kaiser eher weitreichende Vollmachten zugestand, unter anderem den militärischen Oberbefehl. Aus dem britischen Einfluss heraus sind vor allem die Einteilung des Parlaments in zwei Kammern (Herren- und Abgeordnetenhaus) sowie die Ansprache des Thrones entstanden. Ebenfalls nach britischem Vorbild war das Oberhaus Adligen vorbehalten.
Weitere moderne Elemente der Verfassung waren die Unabhängigkeit der Gerichte und Grundrechte für die Staatsbürger.
Gesellschaftlich hatte die Festschreibung des ie-Systems als Modell der japanischen Familie die weitreichendsten Konsequenzen. Als Ideal galt eine Drei-Generationen-Familie unter einem Dach, mit einer klaren Hierarchie unter der Führung eines männlichen Familienoberhaupts (siehe auch: Ehe und Scheidung in Japan).

### Gliederung
Die Verfassung gliederte sich in sieben Kapitel und umfasste 76 Artikel:
- I. Vom Kaiser (Art. 1–17)
- II. Von den Rechten und Pflichten der Untertanen (Art. 18–32)
- III. Vom Parlament (Art. 33–54)
- IV. Von den Ministern und dem Staatsrat (Art. 55–56)
- V. Von der Rechtsprechung (Art. 57–61)
- VI. Von den Finanzen (Art. 62–72)
- VII. Zusatzbestimmungen (Art. 73–76)

### Status des Tennō
Die Meiji-Verfassung machte den Tennō zu einem Herrscher mit weitreichenden Befugnissen, die stellvertretend von der Regierung ausgeübt wurden. Er wurde als „göttliche Verkörperung“ (kokutai) des Staates Japan betrachtet. Das Militär stand vollständig unter seiner Befehlsgewalt, und auch der Finanzhaushalt lag weitgehend im Ermessen der Exekutive.
- Artikel 1: Der japanische Staat wird für ewige Zeiten ununterbrochen von Kaisern regiert und beherrscht.
- Artikel 2: Die Krone ist den Bestimmungen des Kaiserlichen Hausgesetzes gemäß in dem Mannesstamme des Kaiserlichen Hauses erblich. (Lex Salica)
- Artikel 3: Die Person des Kaisers ist heilig und unverletzlich.
- Artikel 4: Der Kaiser ist das Oberhaupt des Staates. Er ist der Inhaber der Staatsgewalt und übt dieselbe nach den Bestimmungen der gegenwärtigen Verfassungsurkunde aus.
- Artikel 11: Der Kaiser führt den Oberbefehl über das Heer und die Flotte.
- Artikel 13: Der Kaiser hat das Recht, Krieg zu erklären, Frieden zu schließen und Verträge zu errichten.[2]

### Status des Parlaments
Das Wahlrecht zum Parlament war stark eingeschränkt. Zur Bestellung des Abgeordnetenhauses wahlberechtigt waren zunächst nur Männer, die eine Minimalsteuerleistung von 14 Yen leisteten, was auf etwa 500.000 Personen zutraf. 1900 wurde diese Grenze auf 10 Yen gesenkt, wodurch sich die Zahl der Wahlberechtigten auf nahezu eine Million verdoppelte. Angesichts der Gesamtbevölkerung war dies immer noch eine sehr kleine Zahl. 1925 wurde das allgemeine Männerwahlrecht ab dem 25. Altersjahr eingeführt, womit die Zahl der Wahlberechtigten auf 14 Millionen stieg.
Eine wirksame Finanzkontrolle durch das Parlament war ausgeschlossen, denn im Falle einer Ablehnung des Budgets durch das Parlament behielt der Vorjahreshaushalt seine Gültigkeit.
Parteien bildeten sich zwar nach und nach heraus, doch deren Stellung blieb schwach, nicht zuletzt, weil sie im Wesentlichen Clans vertraten und weniger der politischen Willensbildung dienten.

## Gültigkeitsdauer
Nach acht Jahren war die Verfassung ausgearbeitet und trat am 29. November 1890 in Kraft. Am selben Tag trat das japanische Parlament zum ersten Mal zusammen.
Die Meiji-Verfassung wurde 1947 so weitgehend geändert, dass man von einer Nachkriegs-Verfassung sprechen muss. Diese wurde, nachdem Japans Kolonial- und Expansionspolitik mit der Niederlage und Kapitulation Japans im Zweiten Weltkrieg gescheitert war, größtenteils von der amerikanischen Besatzungsverwaltung, in Zusammenarbeit mit liberalen japanischen Politikern, ausgearbeitet.